# Shimizu Kazuo
Kazuo Shimizu (sinh ngày 30 tháng 4 năm 1975) là một cầu thủ bóng đá người Nhật Bản.

## Sự nghiệp câu lạc bộ
Kazuo Shimizu đã từng chơi cho Cerezo Osaka.